# Pascale Mainville
Pour les articles homonymes, voir Mainville (homonymie).
Pascale Mainville, née le 29 mars 1973 à Montréal, est une judokate canadienne.

## Palmarès international en judo
| Championnats panaméricains | Championnats panaméricains | Championnats panaméricains |
| Année                      | Médaille                   | Catégorie                  |
| -------------------------- | -------------------------- | -------------------------- |
| 1990                       | or                         | –56 kg                     |
| Jeux de la Francophonie    |                            |                            |
| Année                      | Médaille                   | Catégorie                  |
| 1989                       | bronze                     | –52 kg                     |